# Bad Säckingen

Panoramaansicht auf Bad Säckingen

Bad Säckingen (bis 1978 Säckingen, alemannisch Bad Säckinge; [ˈsekxɪŋə]) ist eine Gemeinde und Kurstadt im Landkreis Waldshut in Baden-Württemberg am Hochrhein, etwa 35 km flussaufwärts von Basel gelegen.

## Geographie

### Geographische Lage
Bad Säckingen liegt am Hochrhein, der hier die Grenze zur Schweiz bildet. Die Stadt befindet sich am südlichen Rand des Hotzenwalds, der der südliche Ausläufer des Schwarzwalds ist. Zur Stadt gehört auch ein Teil der Fridolininsel im Rhein, deren Territoriumszugehörigkeit lange ungeklärt war. 2013 wurde in einem neuen Staatsvertrag festgelegt, dass sie künftig zu Deutschland gehören soll.

### Gemeindegliederung
Die Gemeinde besteht aus der gleichnamigen Stadt Bad Säckingen (zu welcher auch der Stadtteil Obersäckingen und die Häuser am Bergsee gehören) und den folgenden Ortsteilen (ehemaligen Gemeinden):
- Harpolingen mit den Höfen Lochmühle und Rüttehof und den Häusern Holdmatt
- Rippolingen mit dem Gehöft Flut und den Häusern Santihof
- Wallbach

## Geschichte

### Herkunft des Namens
Säckingen (seit 1978 Bad Säckingen, 878 als Seckinga erstmals urkundlich erwähnt) gilt traditionell als Gründung eines Alamannen namens Secco. Der Name der Stadt ist jedoch mit hoher Wahrscheinlichkeit durch Eindeutschung einer römischen Ortsbezeichnung (Sanctio) entstanden (ähnlich wie Aachen, Baden-Baden u. a.), eventuell aus dem Namen der 297 n. Chr. gegründeten Diokletianischen Provinz Maxima Sequanorum.
Im lateinischen Text der Fridolinsvita (970) heißt Säckingen Secanis und Seconis (Lautung a>o) und urkundlich 1207 auch Seconia. Seconis ist als Ortskasus von Seconia zu deuten, das sprachgeschichtlich problemlos aus Sequaniacum (= Heiligtum der Sequana) abgeleitet werden kann. Nach dem Glauben der Kelten offenbarte sich die Göttin der Quellen, Heilkunst und Gesundheit im sumpfigen Erdreich der Kochsalztherme Säckingens (seik – „tröpfelnd fließen“, Sequana – „Tochter der Quellen“).
Der Verfasser der Fridolinsvita stützte sich auf ein Konzept, das vermutlich bereits im 8. Jahrhundert entstanden war und den voralamannischen Ortsnamen bevorzugt hatte. Das entstehende Steuerkataster der Franken jedoch konnte auf Seckinga nicht verzichten.
In den Dokumenten des 13. Jahrhunderts wurde dann als Zeichen der Gelehrsamkeit der keltorömische Ortsname erneut verwendet: 1275 Sigillum Civium Seconiensium = Siegel der Bürger der Stadt Seconis (Seconiis = „beim Seconia-Tempel“).

### Überblick
Die Stadt Säckingen entstand im Umfeld des Damenstifts Säckingen, dessen Gründung dem heiligen Fridolin zugeschrieben wird. „Die Vogtei über das Säckinger Gebiet besaßen seit dem 12. Jh. die Grafen von Habsburg. Mit dem Ausbau der habsburgischen Macht geriet das Stift im Laufe der Zeit unter habsburgische Hoheit und verlor seine Stellung als Reichsabtei.“ Das Stift wurde Teil von Vorderösterreich und Breisgauer Landstand.

### Gründungsgeschichte
Der im Jahre 354 zum Bündnis mit den Römern genötigte Alamannenstamm der Brisgavi unternahm im Frühjahr des Jahres 361 einen Einfall in das benachbarte Rätien. Der römische Feldherr, Caesar, Kommandeur in Gallien, und der spätere Kaiser Julian „schickte(n) ihnen eine kleine Schar entgegen; doch ihr Führer wurde gleich beim ersten Angriff getötet, und [...] ungeschädigt konnten die Plünderer ihre Beute über den Rhein führen. Sie gehörten zum Stamme des Königs Vadomar, der im südlichen Schwarzwald herrschte.“ Julian ließ Vadomar „gefangen nehmen und schaffte ihn nach Spanien. Dann brach er selbst unvermutet über den Rhein, strafte die Alamannen für ihren Raubzug, nahm ihnen die Beute wieder ab und liess sich Sicherheiten für ihr künftiges Verhalten geben.“ Nach Informationen aus der Heimatgeschichte wird die Tötung des Anführers der ersten Truppe bestätigt und ihr Vorgehen nach Säckingen lokalisiert: Unter der Führung des comes Libino gelangten die römischen Truppen nach Säckingen prope oppidum Sanctio, das damals vermutlich zum Breisgau gehörte.

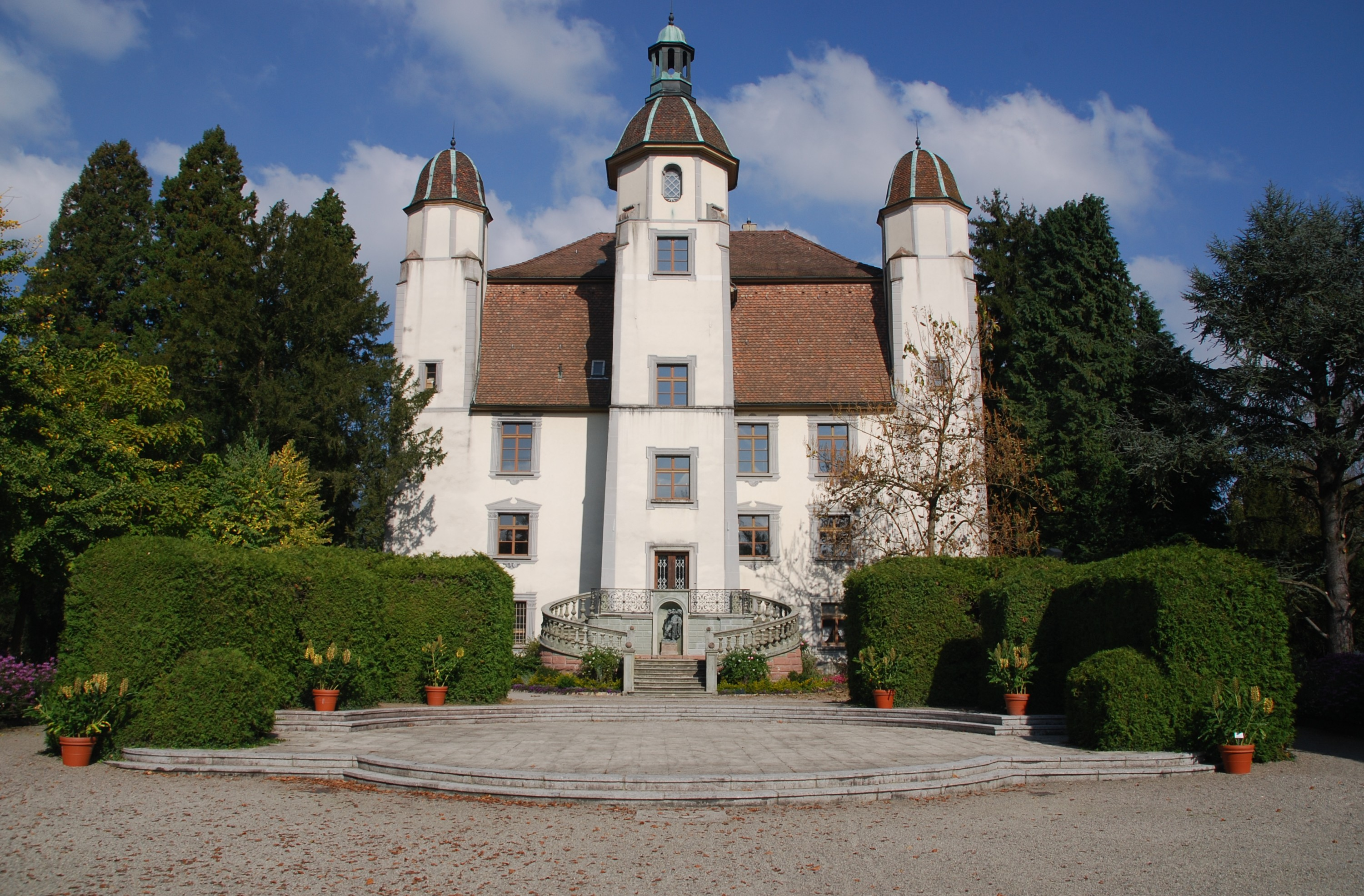
Schloss Schönau

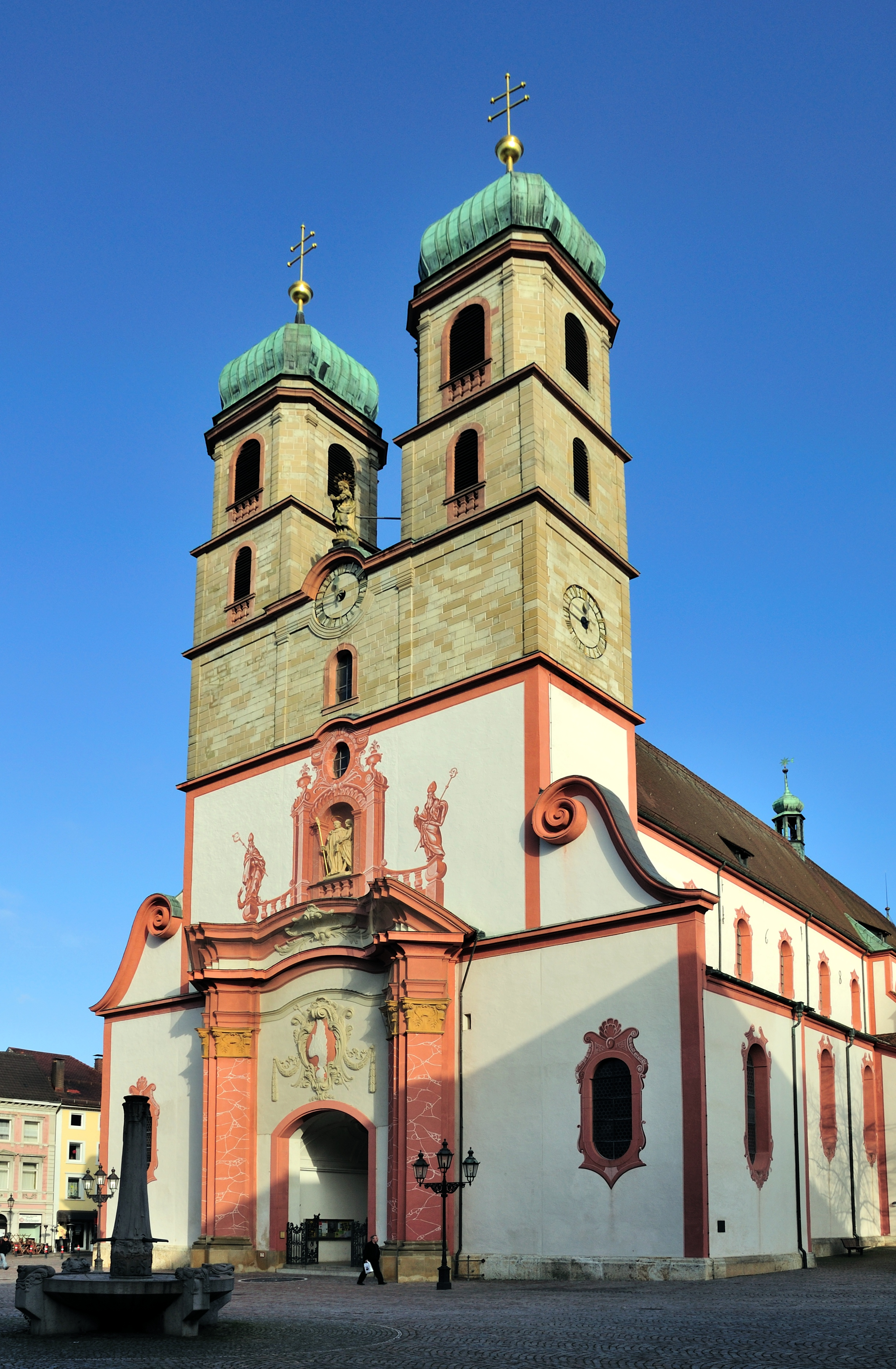
Fridolinsmünster

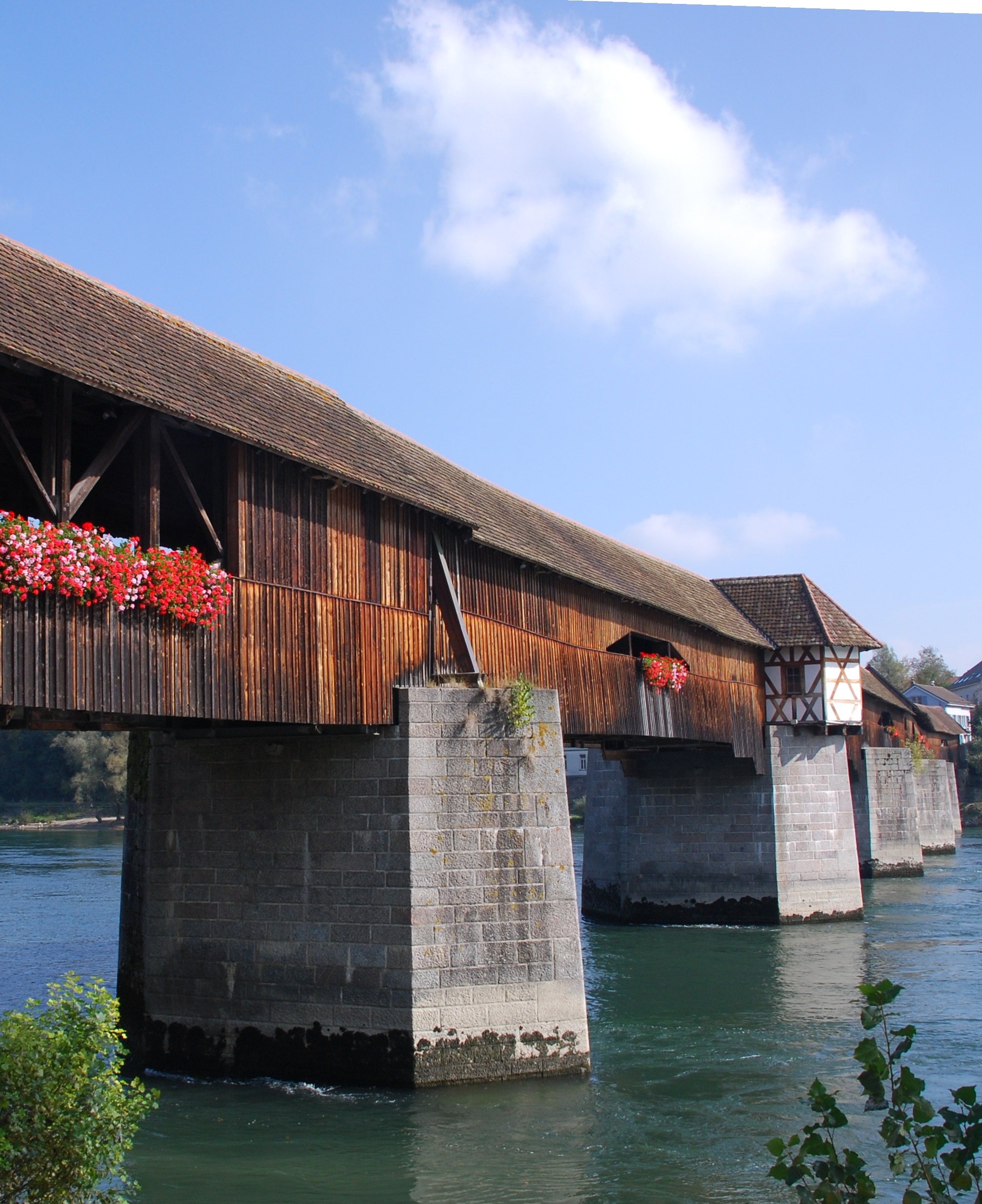
Holzbrücke über den Rhein

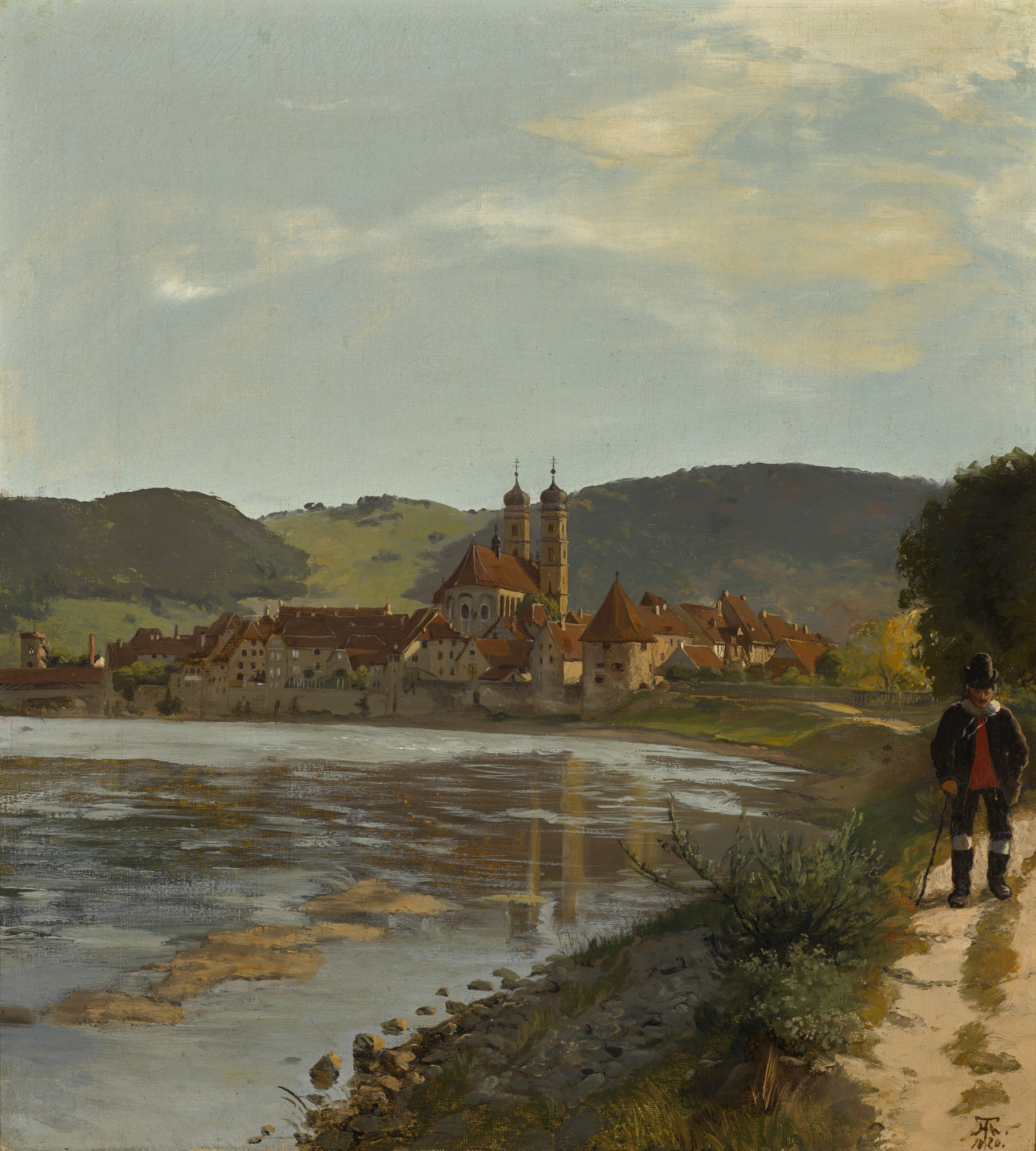
Rhein mit Säckingen im Jahr 1870, Gemälde von Hans Thoma

Die in ihrem Quellenwert als unsicher eingeschätzte Heiligenvita des Fridolin berichtet, dass die Klostergründung unter dem Schutz des Franken-Königs Chlodwig I. stand. Eine derartig frühe Entstehung wird mittlerweile jedoch angezweifelt. Stattdessen wird die Klostergründung für das 7. Jahrhundert angenommen, also während der Regierung Chlodwigs II. Das Kloster ist im 9. Jahrhundert in bemerkenswerter Nähe zu den Karolingern bezeugt, als dort zumindest eine Tochter Ludwigs des Deutschen, Bertha, und die Ehefrau Karls III. namens Richardis Äbtissinnen waren. Auch bestand eine ferne Verbindung zu dem Herrschergeschlecht der Ottonen. Im 10. Jahrhundert war Reglind, Großmutter Adelheids, der Frau Ottos des Großen, Äbtissin des Klosters Säckingen. Als im Jahr 1272 ein Brand große Teile der Stadt zerstörte (darunter auch die Stiftskirche), wurde um 1300 mit dem Bau des gotischen Münsters begonnen, das den Namen Fridolinsmünster trägt.

### Bis zum Übergang an Baden
Nach der Schlacht bei Rheinfelden und nach dem Tod von Bernhard von Sachsen-Weimar im Juli 1639 mit 35 Jahren erhielt der Berner Johann Ludwig von Erlach das Oberkommando über dessen Truppen und wurde sein Nachfolger als Generalmajor in Breisach.
Als 1639 Säckingen von 300 kaiserlichen Reitern geplündert wurde, sandte er umgehend Hilfe unter Oberst Rosen in die Waldstädte. Bis zu den Friedensverhandlungen 1646 in Münster blieb es in Rheinfelden ruhig, es sollten die vier Waldstädte im Tausch gegen Breisach an Frankreich fallen. Dieses Vorhaben setzte sich nicht durch. Der Krieg verwüstete noch fast 10 Jahre ganz Deutschland, bis der Westfälische Friede am 24. Oktober 1648 verkündet wurde. Doch alsbald folgte der Französisch-Holländische Krieg von 1672 bis 1679. Der Herzog Karl von Lothringen und Marschall Créquy nahmen in Rheinfelden und auf Schloss Beuggen Quartier. Es folgten 1688 der Pfälzische Erbfolgekrieg und dann der Spanische Erbfolgekrieg. Die Äbtissinnen dieser Epoche mussten jeweils fliehen, die Reliquien (der Sarg mit St. Fridolin) und anderes mehr wurden in befreundete Klöster verbracht (Baden im Aargau, später auch nach Schloss Bernau und Klingnau).
1796 erfolgte die Besetzung der Stadt durch französische Truppen im Französischen Revolutionskrieg. 1805 kam die Stadt zum Großherzogtum Baden. Die Auflösung des Stifts geschah 1806.

### Seit dem Übergang an Baden
Bevor der rechte Rheinarm im Jahre 1830 zugeschüttet wurde, lag die Stadt auf einer Rheininsel und war durch Brücken mit dem Umland verbunden. Heute gibt es zwei Brücken von der deutschen Seite (Bad Säckingen) auf die Schweizer Seite (Stein): Die Holzbrücke ist mit 203,7 Metern die längste gedeckte Holzbrücke Europas. Die St. Fridolins-Brücke für den Kraftfahrzeugverkehr wurde im Jahre 1979 eingeweiht. Auf dieser Brücke steht eine Fridolinsstatue des Schweizer Bildhauers Rolf Brem. Nach der Niederlage in der Schlacht bei Kandern im April 1848 diente vielen Freischärlern die Brücke von Säckingen als Fluchtweg in die Schweiz. Gustav Struve, einer der führenden Revolutionäre in Baden wurde in Säckingen verhaftet, aber am nächsten Tag wieder freigelassen. In der Mitte der Holzbrücke erinnert eine Gedenktafel an die Ereignisse der Badischen Revolution von 1848/49.
Zu Beginn der Nazi-Diktatur gab es in Säckingen das „Hochrheinische Volksblatt“, das der konservativen Partei – dem Zentrum – nahe stand, eine katholische Haltung vertrat und rund 4.500 Abonnenten hatte. Mit 27 Jahren übernahm Hermann Stratz die Leitung dieser Zeitung und des Verlags. Bereits als Student hatte sein Widerstand gegen die Nationalsozialisten begonnen und er schrieb Artikel „Gegen die braune Schmach“. Immer wieder druckte er regimekritische Artikel, unter anderem gegen Euthanasie im Hochrheinischen Volksblatt, immer wieder wurde er in Schutzhaft genommen und die Zeitung verboten. Am 31. Dezember 1935 erschien die Zeitung zum letzten Mal. Hermann Stratz starb am 26. Juli 1936 mit 33 Jahren in „staatlichem Gewahrsam“, angeblich an einer Lungenentzündung. Seit 2014 wird alle zwei Jahre der Hermann-Stratz-Preis an Menschen, die Zivilcourage zeigen, verliehen.

### Bundesdeutsche Geschichte
1973 wurde der Landkreis Säckingen aufgelöst. Seitdem gehört die Stadt zum Landkreis Waldshut. Am 1. April 1972 wurden die bis dahin selbstständigen Gemeinden Rippolingen und Wallbach eingemeindet. Harpolingen folgte am 1. Januar 1973.
Wappen der ehemaligen Gemeinden

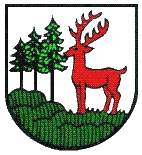
Wallbach
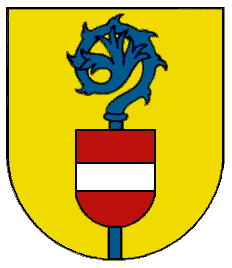
Rippolingen
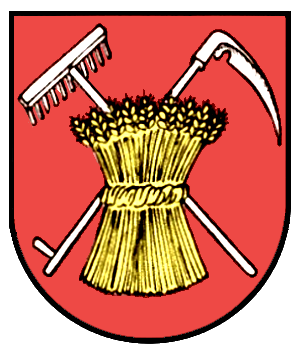
Harpolingen

Das Prädikat „Bad“ wurde der Stadt am 1. Juni 1978 verliehen. 1997 fanden in Bad Säckingen und dem benachbarten Wehr die Heimattage Baden-Württemberg statt.
Im Rahmen des europaweiten Wettbewerbes Entente Florale Europe wurde Bad Säckingen am 19. September 2003 zu einer der fünf schönsten Städte Europas gekürt. Von der internationalen Jury wurden besonders die Lage am Rhein, die herrlichen Parkanlagen (u. a. der Schlosspark), die restaurierten Gebäude, die renaturierten Wasserläufe im Stadtgebiet (Schöpfebach), die Revitalisierung des Bergseeufers und die nachhaltig gestaltete Innenstadt hervorgehoben.

### Konfessionsstatistik
Anfang 2025 gehörten von den 18.062 Einwohnern 32,2 % (5824) der römisch-katholischen Kirche und 14,2 % (2557) der evangelischen Kirche an; 52,6 % waren konfessionslos, gehörten einer anderen Glaubensgemeinschaft an oder machten keine Angabe.

## Politik

### Gemeinderat
In Bad Säckingen wurde der Gemeinderat bis 2014 nach dem Verfahren der unechten Teilortswahl gewählt. Durch Gemeinderatsbeschluss vom 16. April 2018 wurde dieses Verfahren beendet. Der Gemeinderat in Bad Säckingen hat nach der letzten Wahl 22 Mitglieder (2014: 24). Die Kommunalwahl am 9. Juni 2024 führte zu folgendem Endergebnis. Der Gemeinderat besteht aus den gewählten ehrenamtlichen Gemeinderäten und dem Bürgermeister als Vorsitzendem. Der Bürgermeister ist im Gemeinderat stimmberechtigt.

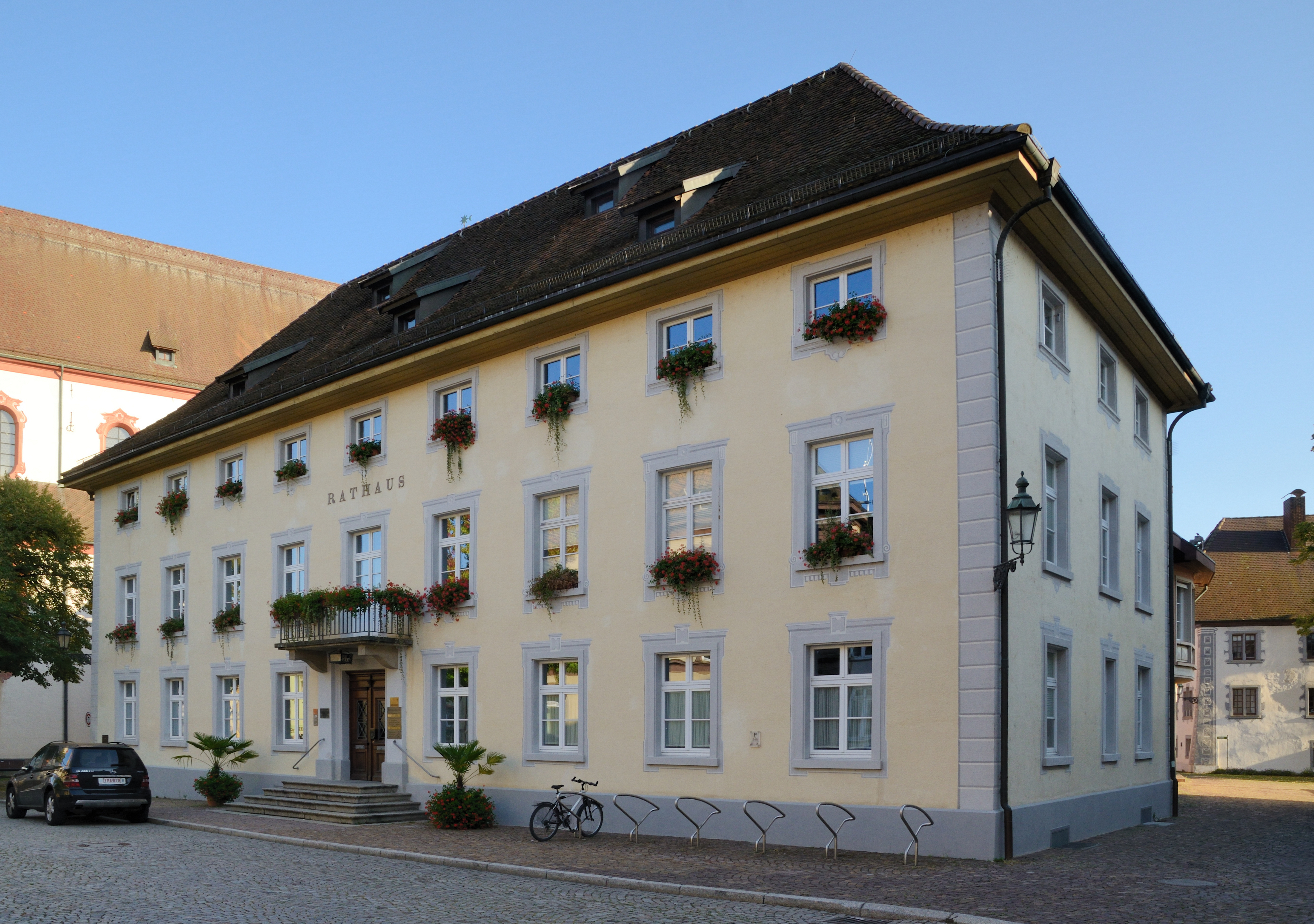
Rathaus

| Parteien und Wählergemeinschaften | Parteien und Wählergemeinschaften           | % 2024 | Sitze 2024 | % 2019  | Sitze 2019 | % 2014 | Sitze 2014 | Kommunalwahl 2024 %3020100 26,9 %12,7 %20,3 %20,9 %n. k. %4,7 %9,1 %5,5 % CDUSPDFWGrüneLinkeUBLAfDFDPGewinne und Verlusteim Vergleich zu 2019 %p 10 8 6 4 2 0 −2 −4 −6−0,3 %p+0,85 %p−2,8 %p−5,04 %p−5,42 %p−1,79 %p+9,1 %p+5,5 %pCDUSPDFWGrüneLinkeUBLAfDFDP |
| CDU                               | Christlich Demokratische Union Deutschlands | 26,9   | 6          | 27,20   | 6          | 38,5   | 9          | Kommunalwahl 2024 %3020100 26,9 %12,7 %20,3 %20,9 %n. k. %4,7 %9,1 %5,5 % CDUSPDFWGrüneLinkeUBLAfDFDPGewinne und Verlusteim Vergleich zu 2019 %p 10 8 6 4 2 0 −2 −4 −6−0,3 %p+0,85 %p−2,8 %p−5,04 %p−5,42 %p−1,79 %p+9,1 %p+5,5 %pCDUSPDFWGrüneLinkeUBLAfDFDP |
| SPD                               | Sozialdemokratische Partei Deutschlands     | 12,7   | 3          | 11,85   | 3          | 27,0   | 6          | Kommunalwahl 2024 %3020100 26,9 %12,7 %20,3 %20,9 %n. k. %4,7 %9,1 %5,5 % CDUSPDFWGrüneLinkeUBLAfDFDPGewinne und Verlusteim Vergleich zu 2019 %p 10 8 6 4 2 0 −2 −4 −6−0,3 %p+0,85 %p−2,8 %p−5,04 %p−5,42 %p−1,79 %p+9,1 %p+5,5 %pCDUSPDFWGrüneLinkeUBLAfDFDP |
| FW                                | Freie Wähler Bad Säckingen e. V.            | 20,3   | 4          | 23,10   | 5          | 15,9   | 4          | Kommunalwahl 2024 %3020100 26,9 %12,7 %20,3 %20,9 %n. k. %4,7 %9,1 %5,5 % CDUSPDFWGrüneLinkeUBLAfDFDPGewinne und Verlusteim Vergleich zu 2019 %p 10 8 6 4 2 0 −2 −4 −6−0,3 %p+0,85 %p−2,8 %p−5,04 %p−5,42 %p−1,79 %p+9,1 %p+5,5 %pCDUSPDFWGrüneLinkeUBLAfDFDP |
| GRÜNE                             | Bündnis 90/Die Grünen                       | 20,9   | 5          | 25,94   | 6          | 15,9   | 4          | Kommunalwahl 2024 %3020100 26,9 %12,7 %20,3 %20,9 %n. k. %4,7 %9,1 %5,5 % CDUSPDFWGrüneLinkeUBLAfDFDPGewinne und Verlusteim Vergleich zu 2019 %p 10 8 6 4 2 0 −2 −4 −6−0,3 %p+0,85 %p−2,8 %p−5,04 %p−5,42 %p−1,79 %p+9,1 %p+5,5 %pCDUSPDFWGrüneLinkeUBLAfDFDP |
| AfD                               | Alternative für Deutschland                 | 9,1    | 2          | -       | -          | -      | -          | Kommunalwahl 2024 %3020100 26,9 %12,7 %20,3 %20,9 %n. k. %4,7 %9,1 %5,5 % CDUSPDFWGrüneLinkeUBLAfDFDPGewinne und Verlusteim Vergleich zu 2019 %p 10 8 6 4 2 0 −2 −4 −6−0,3 %p+0,85 %p−2,8 %p−5,04 %p−5,42 %p−1,79 %p+9,1 %p+5,5 %pCDUSPDFWGrüneLinkeUBLAfDFDP |
| FDP                               | Freie Demokratische Partei                  | 5,5    | 1          | -       | -          | -      | -          | Kommunalwahl 2024 %3020100 26,9 %12,7 %20,3 %20,9 %n. k. %4,7 %9,1 %5,5 % CDUSPDFWGrüneLinkeUBLAfDFDPGewinne und Verlusteim Vergleich zu 2019 %p 10 8 6 4 2 0 −2 −4 −6−0,3 %p+0,85 %p−2,8 %p−5,04 %p−5,42 %p−1,79 %p+9,1 %p+5,5 %pCDUSPDFWGrüneLinkeUBLAfDFDP |
| LINKE                             | Die Linke                                   | -      | -          | 5,42    | 1          | 2,7    | 1          | Kommunalwahl 2024 %3020100 26,9 %12,7 %20,3 %20,9 %n. k. %4,7 %9,1 %5,5 % CDUSPDFWGrüneLinkeUBLAfDFDPGewinne und Verlusteim Vergleich zu 2019 %p 10 8 6 4 2 0 −2 −4 −6−0,3 %p+0,85 %p−2,8 %p−5,04 %p−5,42 %p−1,79 %p+9,1 %p+5,5 %pCDUSPDFWGrüneLinkeUBLAfDFDP |
| UBL                               | Unabhängige Bürger Liste                    | 4,7    | 1          | 6,49    | 1          | --     | --         | Kommunalwahl 2024 %3020100 26,9 %12,7 %20,3 %20,9 %n. k. %4,7 %9,1 %5,5 % CDUSPDFWGrüneLinkeUBLAfDFDPGewinne und Verlusteim Vergleich zu 2019 %p 10 8 6 4 2 0 −2 −4 −6−0,3 %p+0,85 %p−2,8 %p−5,04 %p−5,42 %p−1,79 %p+9,1 %p+5,5 %pCDUSPDFWGrüneLinkeUBLAfDFDP |
| Gesamt                            | Gesamt                                      | 100    | 22         | 100     | 22         | 100    | 24         | Kommunalwahl 2024 %3020100 26,9 %12,7 %20,3 %20,9 %n. k. %4,7 %9,1 %5,5 % CDUSPDFWGrüneLinkeUBLAfDFDPGewinne und Verlusteim Vergleich zu 2019 %p 10 8 6 4 2 0 −2 −4 −6−0,3 %p+0,85 %p−2,8 %p−5,04 %p−5,42 %p−1,79 %p+9,1 %p+5,5 %pCDUSPDFWGrüneLinkeUBLAfDFDP |
| Wahlbeteiligung                   | Wahlbeteiligung                             | 51,6 % | 51,6 %     | 51,08 % | 51,08 %    | 42,7 % | 42,7 %     | Kommunalwahl 2024 %3020100 26,9 %12,7 %20,3 %20,9 %n. k. %4,7 %9,1 %5,5 % CDUSPDFWGrüneLinkeUBLAfDFDPGewinne und Verlusteim Vergleich zu 2019 %p 10 8 6 4 2 0 −2 −4 −6−0,3 %p+0,85 %p−2,8 %p−5,04 %p−5,42 %p−1,79 %p+9,1 %p+5,5 %pCDUSPDFWGrüneLinkeUBLAfDFDP |

### Bürgermeister
Bürgermeister ist seit dem 3. Januar 2012 Alexander Guhl (SPD). Seine Wiederwahl erfolgte im November 2019.

### Bürgermeister seit 1850
- Anton Leo 1850–1879
- Friedrich Baumgartner 1879–1883
- Emil Brombach 1883–1895
- Georg Wanner 1895–1904
- Josef Trunzer 1904–1933
- Maximilian Uttenthaler (NSDAP – nicht demokratisch gewählt) 1933–1938
- Ernst Griesser  (NSDAP – nicht demokratisch gewählt) 1938
- August Kuner (NSDAP – nicht demokratisch gewählt) 1938–1945
- Anton Wernet (CDU) 1945–1946
- Fridolin Jehle (CDU) 1946–1950
- Friedrich Fehrenbach (nom. SPD & FDP) 1951–1971
- Günther Nufer (CDU) 1972–2004
- Martin Weißbrodt (CDU) 2004–2012
- Alexander Guhl (SPD) 2012 – heute

### Wappen
Die Blasonierung des Wappens lautet: „Unter rotem Schildhaupt in Schwarz ein (lederner) silberner Geldbeutel (Säckel).“

### Städtepartnerschaften
Bad Säckingen unterhält seit 1973 Städtepartnerschaften zum südfranzösischen Sanary-sur-Mer und zu Purkersdorf in Niederösterreich. 1983 wurden außerdem städtepartnerschaftliche Beziehungen zum japanischen Nagai sowie Santeramo in Colle in Italien aufgenommen. Die seit 1988 bestehende Partnerschaft mit dem schweizerischen Näfels ging am 1. Januar 2011 im Rahmen der Glarner Gemeindereform auf die neue Einheitsgemeinde Glarus Nord über.

## Kultur und Sehenswürdigkeiten

### „Der Trompeter von Säckingen“

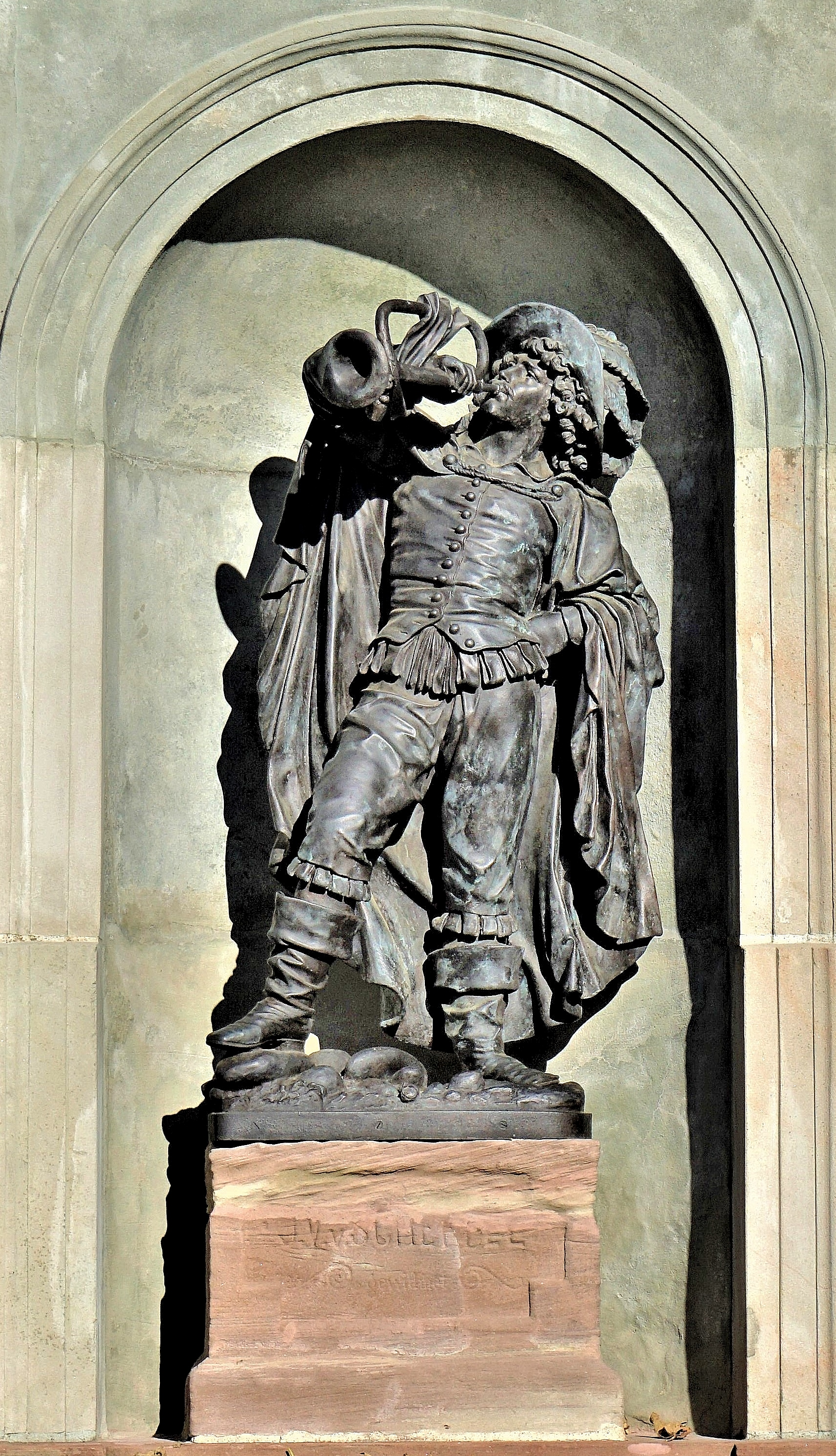
Bronzeabguss (2018) der 1876 errichteten Trompeterstatue von Heinrich Ruf (1827–1883) auf der Rückseite des Schlosses Schönau in einer Nische der Freitreppenanlage.

Für eine breitere Öffentlichkeit zum Begriff wurde Säckingen durch das 1854 erschienene Erstlingswerk Der Trompeter von Säkkingen von Joseph Victor von Scheffel. Nachdem sich das Werk anfangs nur schleppend verkauft hatte, stieg der Absatz nach 1870 sprunghaft an. Zeitweise war es eines der meistgelesenen Bücher Deutschlands, und 1921 erschien die 322. Auflage. Als Inspiration für dieses „epische Gedicht“ diente Scheffel eine reale Begebenheit aus dem 17. Jahrhundert, die Liebesbeziehung des bürgerlichen Franz Werner Kirchhofer (1633–1690) zu der adligen Maria Ursula von Schönau (1632–1691) (bei Scheffel Margaretha). Während jedoch bei Scheffel das Paar zuerst nicht heiraten durfte, der Trompeter daraufhin nach Rom auswanderte und erst seine Adelung durch den Papst die Heirat doch noch ermöglichte, setzte sich das echte Paar über den Widerstand der Familie von Schönau hinweg, heiratete gegen deren Willen und führte anschließend ein angesehenes Leben in Säckingen. Es hatte fünf Kinder und der Mann wurde ein erfolgreicher Handelskaufmann, Ratsherr und Schulmeister. Zudem leitete er den Knabenchor des St. Fridolinsmünsters und war zweifellos musikalisch, „Trompeter“ war er jedoch nicht. Die Grabplatte des Paars befindet sich heute in einer Nische an der Außenseite des Münsterchors.
Basierend auf Scheffels Buch komponierte Victor Ernst Nessler eine gleichnamige Oper, die 1884 in Leipzig uraufgeführt wurde. Das Libretto verfasste Rudolf Bunge. Aus der Oper ist heute vor allem noch die Arie Behüt dich Gott, es wär so schön gewesen bekannt.
Hermann Riedel schuf den Liederzyklus Lieder Jung Werner’s und Margaretha’s aus Scheffel’s Trompeter von Säkkingen.
1918 wurde Der Trompeter von Säckingen auch verfilmt. Regisseur war Franz Porten, produziert wurde der Film von der Berliner Eiko-Film GmbH. Die Dreharbeiten fanden vom 28. Mai bis am 6. Juni 1918 in Säckingen statt, fast 200 Säckinger wirkten als Statisten mit. Er wurde in Säckingen am 21. Dezember 1918 im Saal der Schützenlichtspiele gezeigt. Heute ist er verschollen, es existieren lediglich noch Fotografien mit Szenenbildern.
Das Werk fand zu seiner Zeit weitverbreiteten Anklang in dem deutschen Kulturkreis und seinen Städten. Das Motiv des Trompeters von Säckingen fand im fernen ehemaligen deutsch-lettischen Libau seinen Weg auf die handgewebten Tischdecken des 19. Jahrhunderts.

### Bauwerke

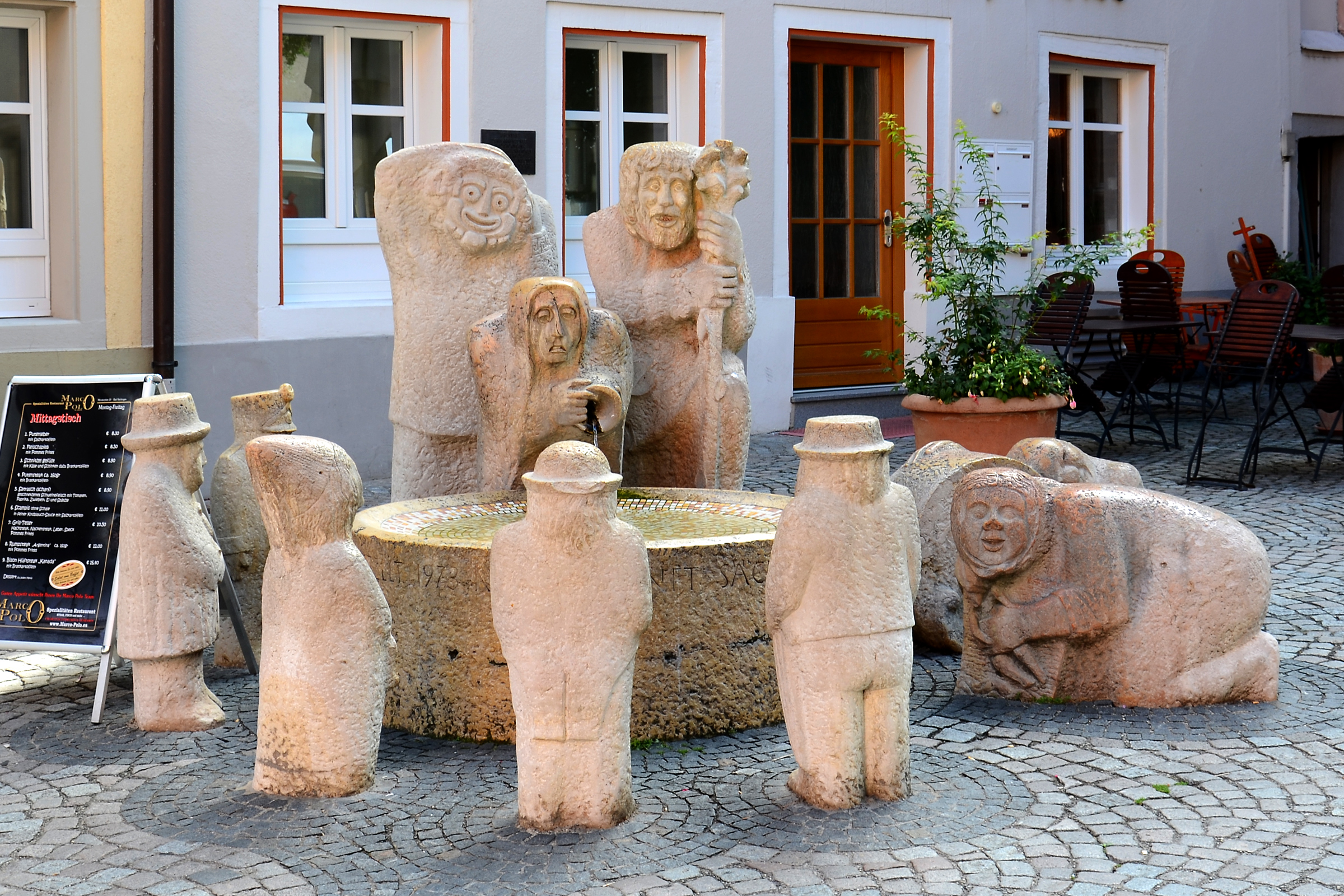
Der beliebte Säckinger Brunnen

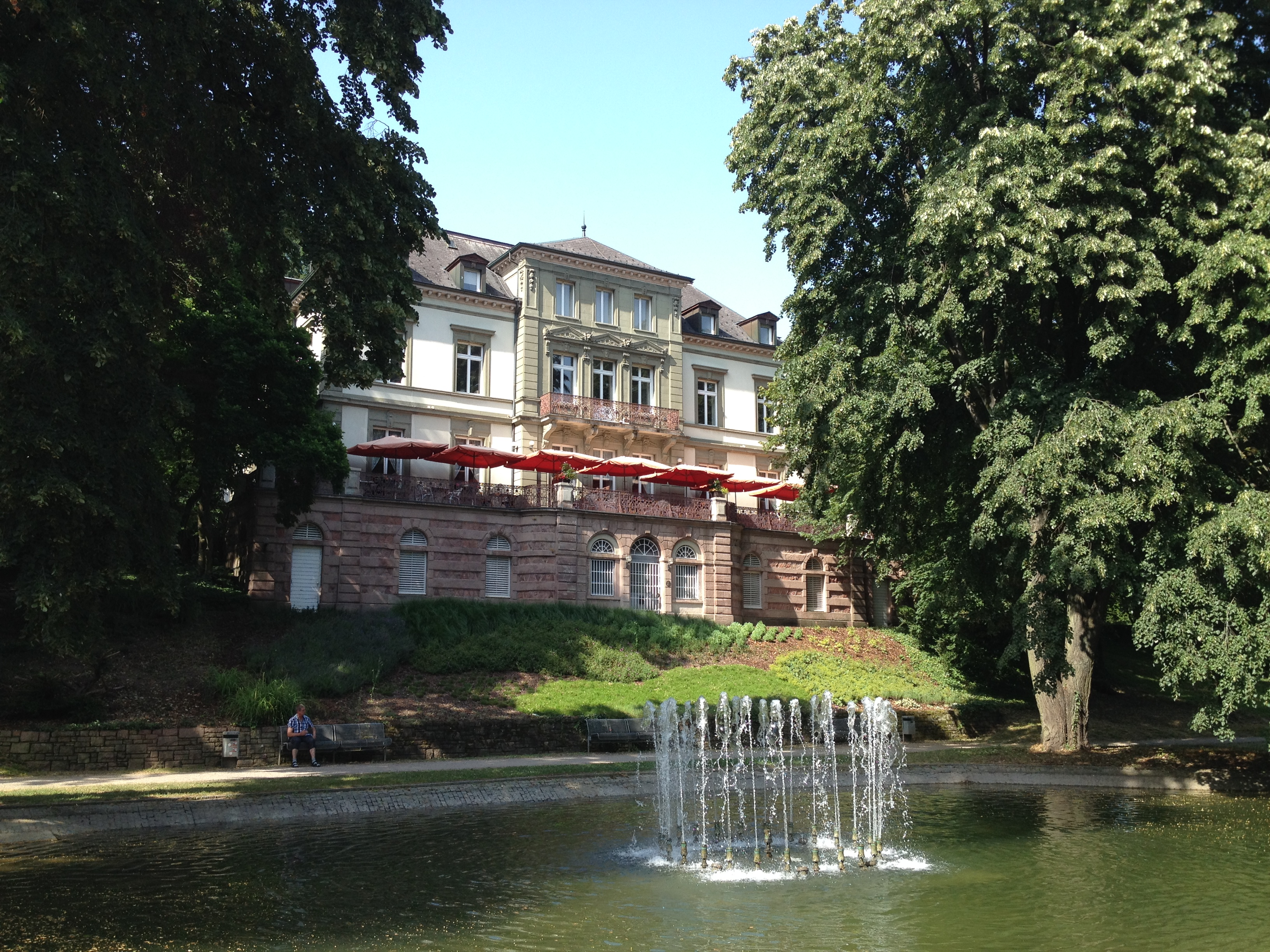
Villa Berberich

- Brennet-Areal: Die Brennet AG stellt buntgewebte Bekleidungsstoffe her und existiert seit Ende des 19. Jahrhunderts. Im Zuge der Textilkrise wurde der Bad Säckinger Standort in den 1970er Jahren aufgegeben. Inzwischen wurden die Fabrikgebäude einschließlich einer denkmalgeschützten Villa abgerissen.[16] Das ehemalige Industriedenkmal, ein Areal mit einer Größe von 50.000 Quadratmetern, ist heute ein Gewerbepark.
- Das spätgotische Abteigebäude wurde 1565–1575 im Auftrag der Fürstäbtistinnen erbaut. 1806, als das Stift aufgelöst wurde, kam dort das Grossherzogliche Bezirksamt hinein. 1936–1972 war dort das Landratsamt Säckingen untergebracht. Seit 1974 befindet sich dort das Straßenbauamt.
- Der „Hallwyler Hof“, auch Scheffelhaus genannt, wurde als Station der Deutschordensritter um 1600 erbaut. Joseph Victor von Scheffel wohnte dort von 1850 bis 1851. Heute wird der Hallwyler Hof als Gästehaus genutzt und die Zimmer an Touristen und Urlauber vermietet.
- Das „Rokokohaus“ ist auf das Jahr 1762 datiert und enthält Stuckaturen und ein Marienbildnis.
- Heute sind noch Bestandteile des ältesten Ziehbrunnens der Stadt vorhanden. Auf der heute nicht mehr bestehenden Rheininsel gab es kein Quellwasser. Für die Trinkwasserversorgung war das Stift und nach dessen Auflösung die Stadt verantwortlich. Ab dem 16. Jahrhundert führten Wasserleitungen mit Quellwasser über die beiden Brücken.
- Holzbrücke
- Fridolinsbrücke
- Fridolinsmünster
- Schloss Schönau
- Sankt Martinskirche In Obersäckingen, bedeutendes Spätwerk von Heinrich Hübsch
- Diebsturm
- Teehäuschen
- Au-Friedhof
- Gallusturm
- St.-Gallus-Kapelle
- Der Brunnen „Kater Hiddigeigei“ wurde 1978 von Alfred Sachs erstellt. Er enthält eine Darstellung der epischen Charakterkatze in Joseph Victor von Scheffels Trompeter von Säckingen
- Villa Berberich, heute als Kulturhaus verwendet
- Gloria-Theater

### Attraktionen

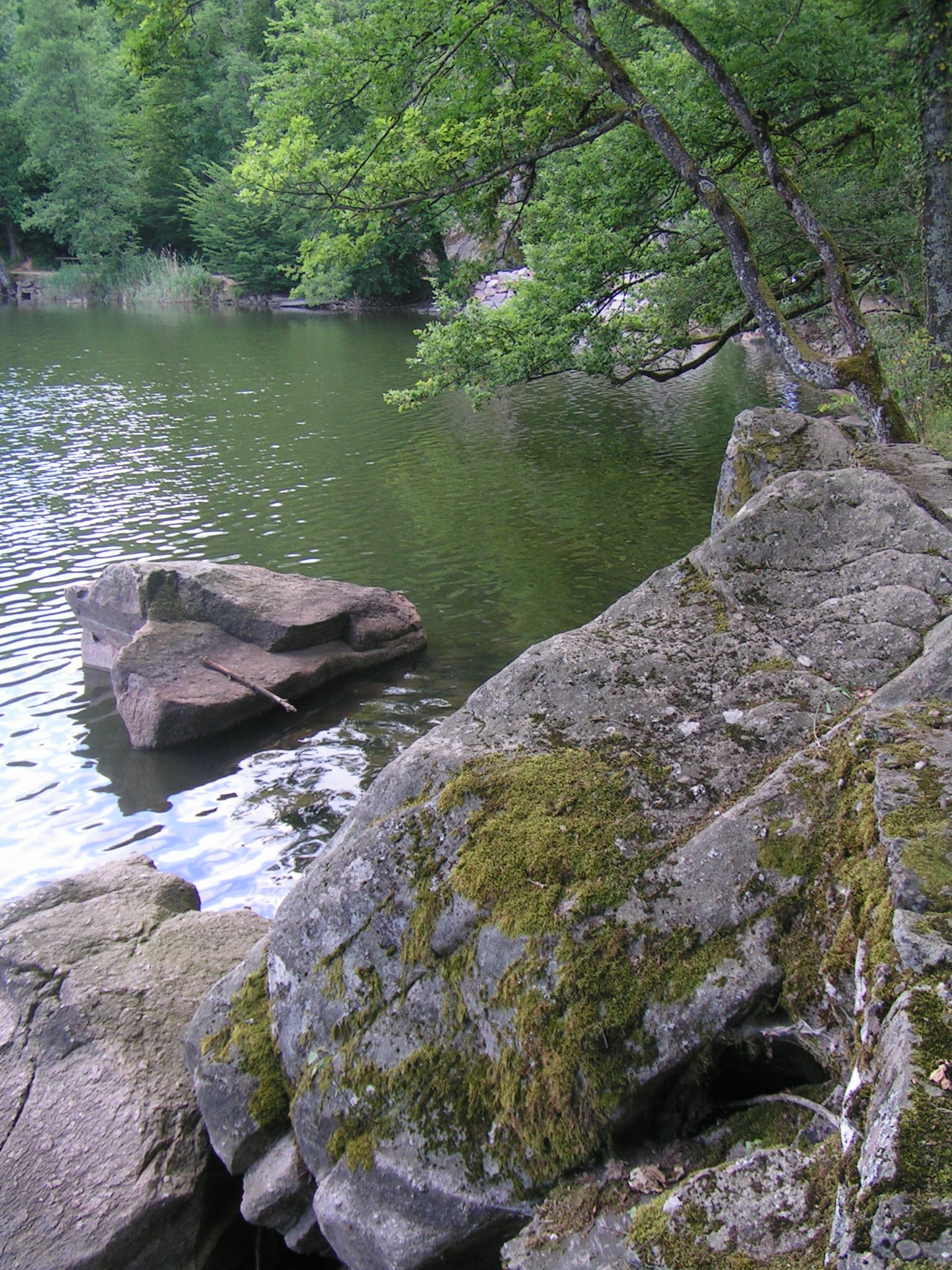
Bergsee nördlich von Bad Säckingen

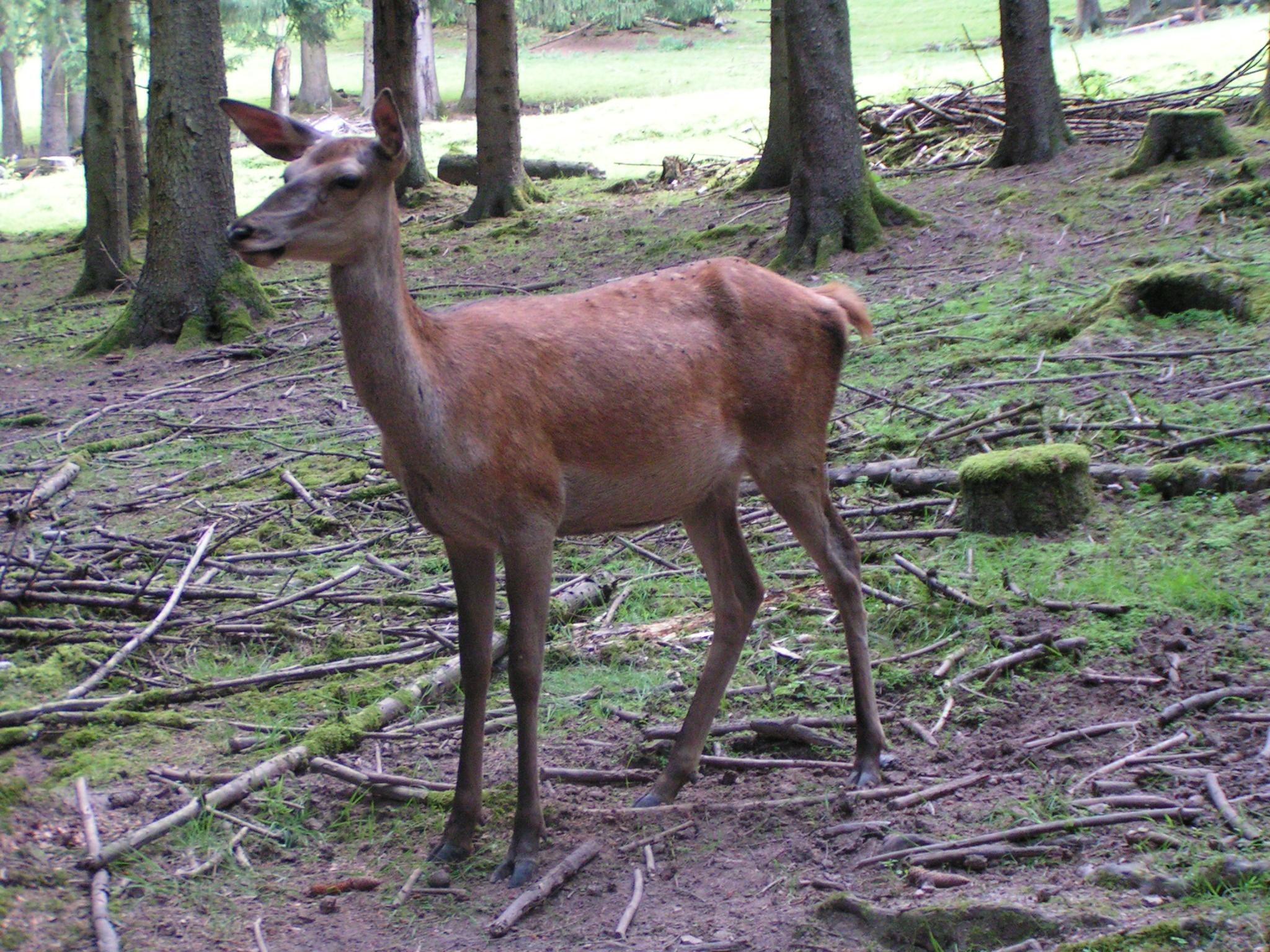
Wildgehege beim Bergsee

Oberhalb des Stadtzentrums liegt ein auf fünf Hektar Wasserfläche aufgestauter Bergsee. Dort befindet sich neben einem Tretbootverleih auch ein kleines Restaurant, das zur Einkehr einlädt. Auch Angeln ist am Bergsee mit entsprechender Berechtigung möglich. In unmittelbarer Nähe des Sees befindet sich ein kostenlos zugängliches Wildgehege. Direkt gegenüber dem unteren Eingang des Wildgeheges beginnt ein Barfußpfad mit einem Wassertretbecken. Im Jahr 2019 eröffnete zudem ein moderner Kletterwald am Bergsee („Kletterwald Hochempor“).
Im Park des Schlosses Schönau finden im Sommer regelmäßig Open-Air-Veranstaltungen statt, wie Musikfestivals, Open Air Kinovorführungen, Countryabende sowie von Mai bis September sonntags die beliebten Promenadenkonzerte mit örtlichen und regionalen Musikvereinen.
Die Golf- und Freizeitwelt Hochrhein in Obersäckingen bietet einen großen Indoor-Spielplatz, eine Adventure-Golf- und Minigolfanlage sowie eine Golfanlage für professionelle Sportler. Daneben beheimatet sie das Wildlife Naturkundemuseum.

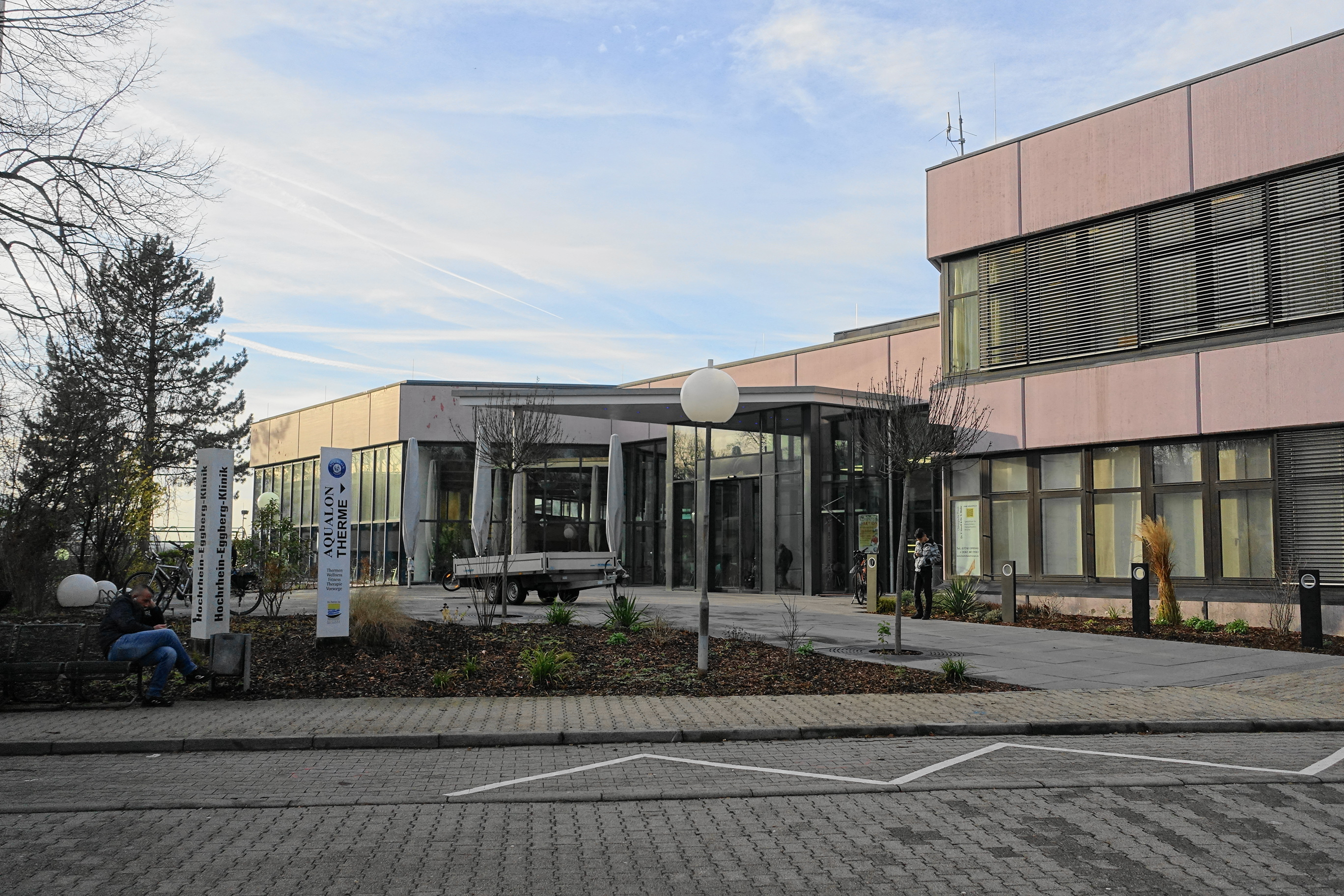
Die Aqualon Therme Bad Säckingen verwendet das Wasser einer Thermalquelle

Das Wasser der Aqualon Therme in Bad Säckingen stammt aus der Bad- und der Fridolinsquelle. Die Quellen speisen die Innen- und Außenbecken mit mineralischem Wasser mit Temperaturen von 28 bis 34 Grad Celsius. Die Badquelle liefert Wasser, das dem Thermalwasser von Baden-Baden ähnelt, jedoch einen höheren Mineralgehalt aufweist. Das Wasser der Fridolinsquelle ist noch stärker mineralisiert und hat einen höheren Kohlendioxidgehalt.
Die Aqualon Therme im Kurzentrum bietet mehrere Thermal-Mineralbecken sowie ein großes, japanisches Saunadorf. Darüber hinaus werden diverse Wellnessanwendungen angeboten und das Angebot durch ein großes Fitness-Center abgerundet.
Bad Säckingen ist seit 1985 Heimat eines Trompetenmuseums. Dieses befindet sich im Hochrheinmuseum Schloss Schönau, welches im Schlosspark zu finden ist. Das Hochrheinmuseum Schloss Schönau beheimatet neben einer über 400 Jahre alten Trompetensammlung auch eine Archäologische Abteilung mit Fundstücken und Exponaten der Hochrheinregion, ein kleines Heimatmuseum sowie die „ScheffelRäume“, welche die Geschichte rund um den „Trompeter von Säckingen“ und seinen Verfasser Joseph Victor von Scheffel thematisiert.
Als Sommer-Attraktion kann sicher die Fähre Mumpf–Bad Säckingen betrachtet werden. Diese Fähre über den Rhein geht auf das Mittelalter zurück. In den Monaten Mai bis September wird sie an Sonntagen gerne von Wanderern und Radfahrern zur Überfahrt benützt. Betrieben wird die Drahtseilfähre von den Pontonieren Mumpf.

### Wolfseichen

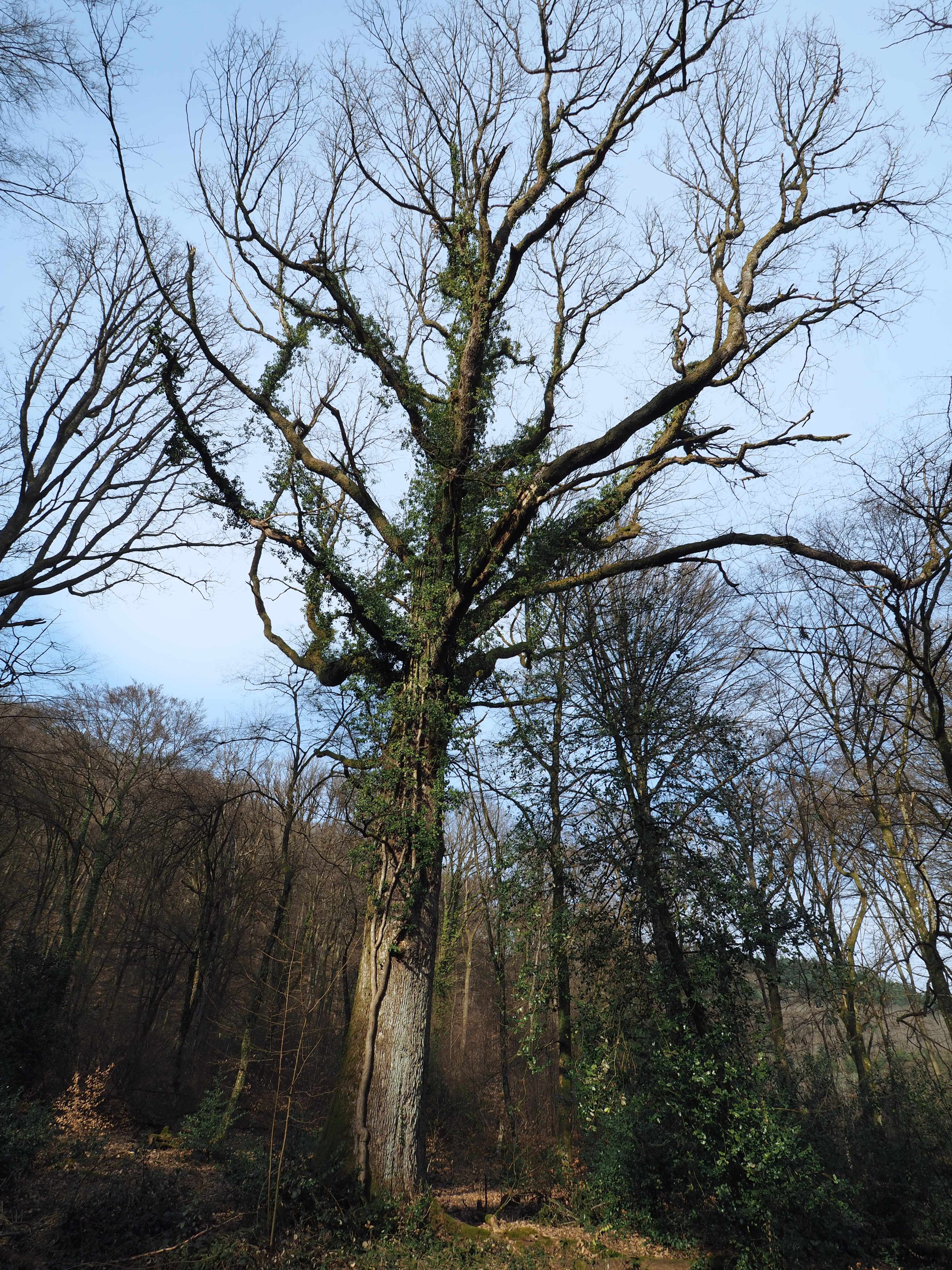
Die stärkste der Wolfseichen im Bad Säckinger Stadtwald.

Im Gewann Wolfsrütte befindet sich eine Gruppe von Mittelwaldeichen. Vier an einem Waldweg stehende besonders mächtige Exemplare sind unter der Bezeichnung Wolfseichen bekannt. Drei dieser Bäume sind als Naturdenkmale ausgewiesen. Die größte der Wolfseichen hat einen Brusthöhendurchmesser von 1,80 Metern und eine Höhe von rund 30 Metern. Das Alter der Bäume wird auf rund 400 bis 500 Jahren geschätzt. Bei den Wolfseichen handelt es sich um die ältesten und stärksten Eichen im Landkreis Waldshut.

## Wirtschaft und Infrastruktur

### Verkehr

#### Bahnverkehr

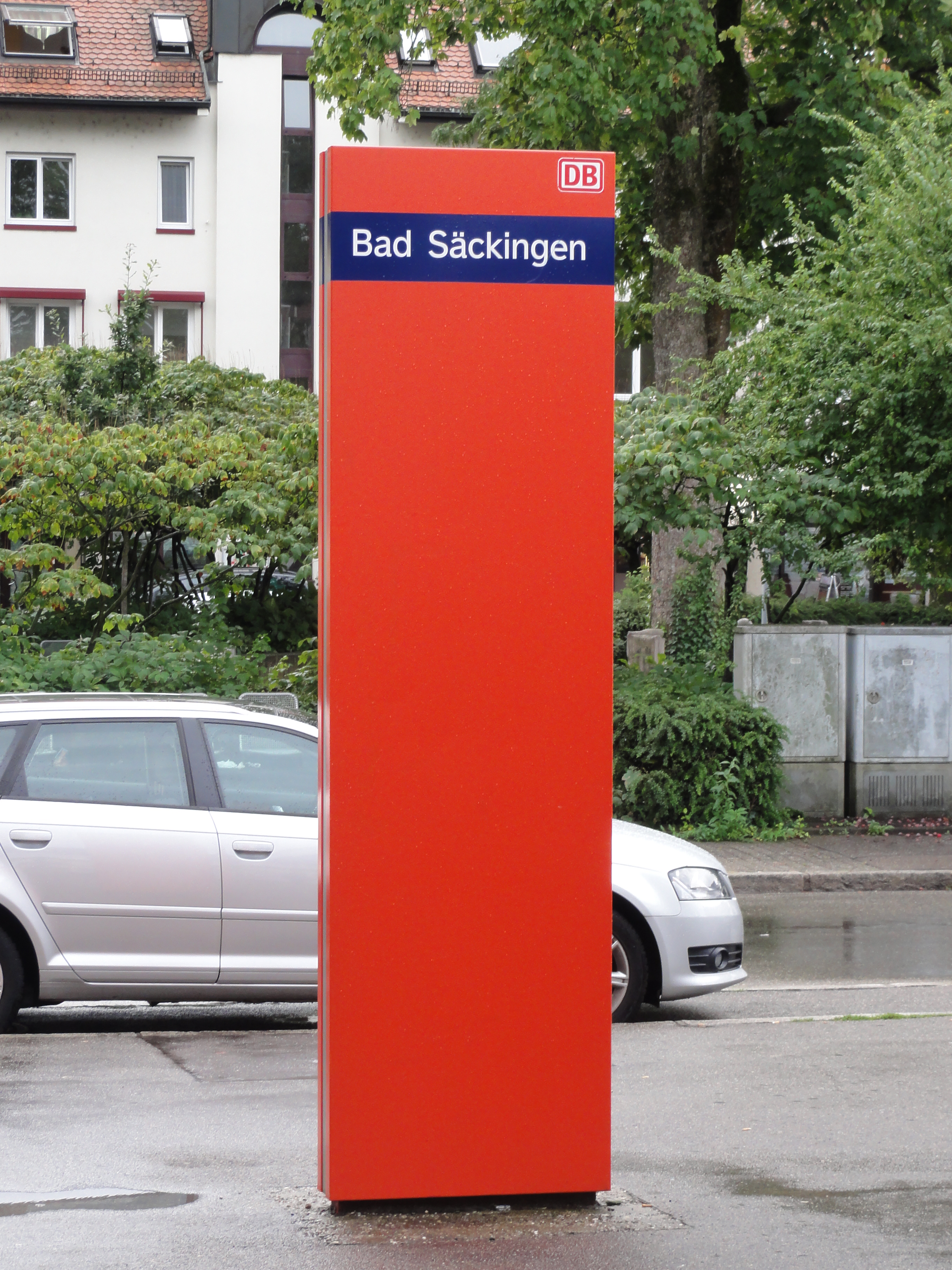
Bahnhofsschild an der Hochrheinbahn

Bad Säckingen liegt an der Hochrheinbahn von Basel nach Konstanz. Zwischen 2025 und 2027 soll die Strecke zwischen Basel Badischer Bahnhof und Erzingen elektrifiziert und ausgebaut werden. In diesem Zuge soll in Bad Säckingen der neue Haltepunkt Bad Säckingen-Wallbach entstehen. Mit dem Ausbau sollen umstiegsfreie Verbindungen in die Schweiz nach Koblenz und St. Gallen ermöglicht und das Angebot durch eine dichtere Zugfolge verbessert werden.
Darüber hinaus liegt Bad Säckingen an der stillgelegten Wehratalbahn nach Schopfheim, auf der 1971 der Personenverkehr eingestellt wurde. Die Strecke stellte eine Verbindung zwischen der Wiesentalbahn und der Hochrheinbahn dar. Initiativen vor Ort bemühen sich um eine Reaktivierung.

#### Radverkehr
Durch Alltagsrouten aus dem Radnetz Baden-Württemberg ist Bad Säckingen
- über den Stadtteil Wallbach und über Schwörstadt mit Rheinfelden (Baden)
- über Murg und Laufenburg (Baden) mit Waldshut-Tiengen
- über Wehr mit Schopfheim und
- mit Stein im Kanton Aargau verbunden.

Durch Bad Säckingen verlaufen die folgenden Landes-Radfernwege:
- Der baden-württembergische Rheinradweg von Konstanz bis Mannheim ist Teil des Rheinradwegs, der von der Quelle des Rheins am Oberalppass im Schweizer Kanton Graubünden bis zur Mündung bei Rotterdam führt. Er verläuft von Waldshut kommend über Laufenburg nach Bad Säckingen und weiter Richtung Rheinfelden. Er ist am Hochrhein ausgewiesen als Eurovelo-Route 6 (Atlantik – Schwarzes Meer) und 15 (Rheinradweg)[20] und als D-Routen 6 (Donauroute) und 8 (Rhein-Route)[21].
- Der Südschwarzwald-Radweg führt auf derselben Trasse durch Bad Säckingen. Er führt als Rundweg von Hinterzarten über Waldshut-Tiengen, Basel und Freiburg rund um den Naturpark Südschwarzwald.

Der Schwarzwald-Bike-Crossing als Mountainbike-Strecke beginnt in Pforzheim und führt quer über den Schwarzwald bis nach Bad Säckingen.
Bad Säckingen ist Mitglied der AGFK (Arbeitsgemeinschaft Fahrrad- und Fußverkehrsfreundlicher Kommunen) in Baden-Württemberg.

#### Fernstraßen
Durch Bad Säckingen führen die Bundesstraßen 34 und 518, von denen letztere wiederum in die Schweiz führt. Außerdem ist der Bau einer Autobahn durch Bad Säckingen geplant (A 98). Ein Teil dieser Autobahn existiert bereits, ist bislang allerdings als Kraftfahrstraße ausgeschildert.

### Energiegewinnung
In Bad Säckingen wird intensiv Wasserkraft genutzt. Das Kavernenkraftwerk Bad Säckingen ist ein Pumpspeicherkraftwerk, das in einer Kaverne mit einem Speicherbecken in Egg (Eggbergbecken) errichtet wurde (eingeweiht 1967).
Das Rheinkraftwerk Säckingen liegt wenige hundert Meter östlich der Altstadt. Mit dem Bau wurde im Jahr 1961 begonnen, die Inbetriebnahme erfolgte im Jahr 1966. Es gehört deutschen und schweizerischen Unternehmen (EnBW AG, Energiedienst Holding AG, Axpo AG und AEW Energie AG).

### Gericht und Einrichtungen
Bad Säckingen verfügt über ein Amtsgericht, das zum Landgerichtsbezirk Waldshut-Tiengen und Oberlandesgericht in Karlsruhe gehört.

Die Stadt hat auch ein Kinder- und Jugendhaus (im alten Gefängnis).

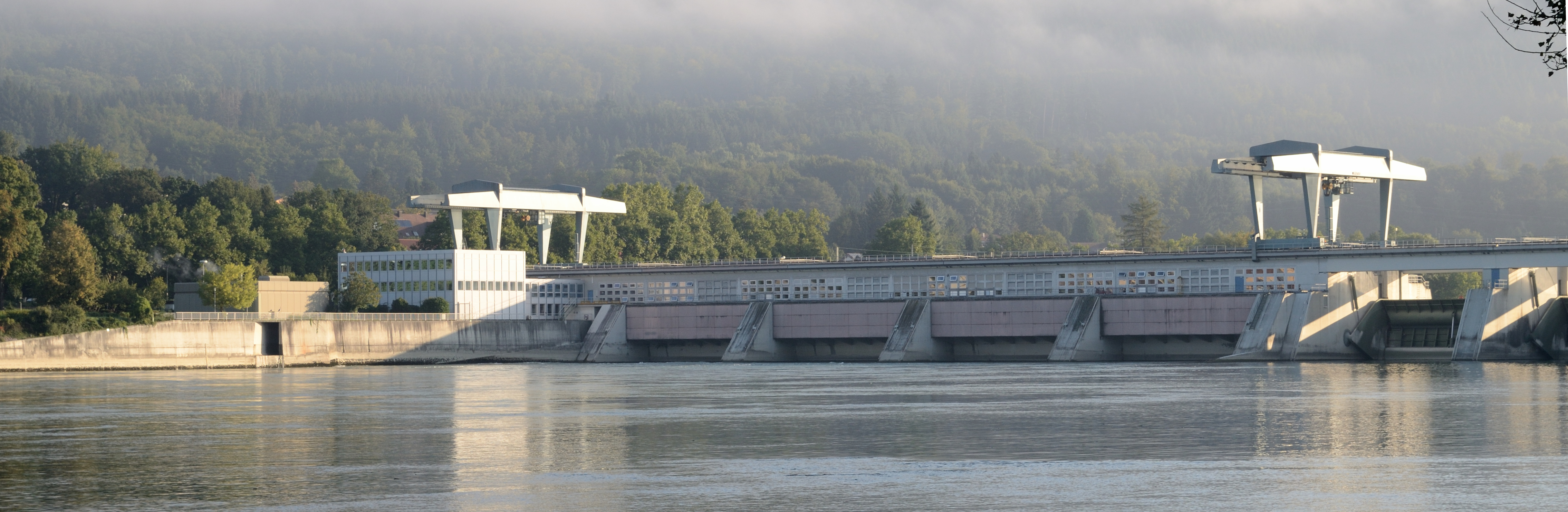
Wasserkraftwerk auf dem Rhein zwischen Bad Säckingen und Stein AG

### Bildungseinrichtungen
In Bad Säckingen gibt es zahlreiche Bildungseinrichtungen:
- Grundschulen: Anton-Leo-Schule,[24] Weihermattenschule, Grundschule Obersäckingen, Grundschule Wallbach, Josef-Anton-Sickinger-Grundschule
- Rudolf-Graber-Förderschule
- Hans-Thoma-Gemeinschaftsschule
- Werner-Kirchhofer-Realschule
- Scheffel-Gymnasium
- Gewerbeschule
- Hauswirtschaftliche Schule
- Kaufmännische Schule Rudolf-Eberle-Schule
- GATEX (Gemeinsame Ausbildungsstätte Textil)
- Kaufmännische Berufsbildungsstätte des DHV e. V.
- Volkshochschule (VHS)

### Gesundheitsvorsorge
Nachdem sich die Spitäler Hochrhein GmbH nach einem Beschluss des Kreisrates des Landkreises Waldshut am 8. November 2017 gegen Widerstand in Stadt und Bevölkerung zur Schließung des Krankenhauses Bad Säckingen zum Jahresende 2017 durchgerungen hatte, wurde für die Stadt die Einrichtung eines Medizinischen Versorgungszentrums (MVZ) geplant. Schirmherr des Vorhabens war der damalige Gesundheitsminister Jens Spahn.  Der Gesundheitscampus Bad Säckingen, ebenso wie das Klinikum Hochrhein in Waldshut, überbrücken die Zeitspanne bis zur Fertigstellung einer Zentralklinik des Landkreises bei Albbruck.
Mit Baubeginn am 26. Juni 2020 wurde das ehemalige Krankenhausgebäude entkernt und umstrukturiert und eine Vielzahl medizinischer Einrichtungen und Praxen vorübergehend in einem Container-Park untergebracht. Die Fertigstellung des Gesundheitscampus Bad Säckingen war für das IV. Quartal 2021 terminiert. Nach mehreren Verzögerungen durch Kostensteigerungen konnten im März 2024 die ersten Räumlichkeiten in Betrieb genommen werden.

## Persönlichkeiten

### Söhne und Töchter der Stadt

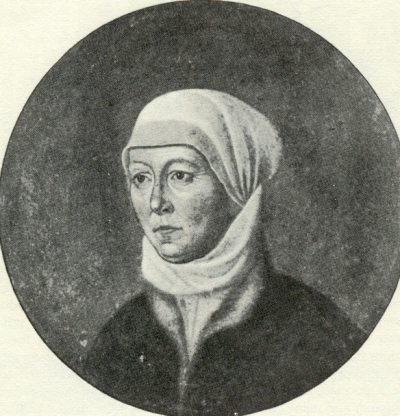
Wibrandis Rosenblatt

- Wibrandis Rosenblatt (1504–1564), war nacheinander die Frau der drei bedeutenden Reformatoren Ökolampad, Capito und Bucer
- Johann Jakob Beurer (1550–1605), Professor und Dekan an der Universität Freiburg
- Jakob Keller (1568–1631), Theologe und Schriftsteller
- Clemens Beutler (1623/24–1682), Maler und Topograph
- Franz Werner Kirchhofer (1633–1690), Kaufmann und Ratsherr
- Ambros Stierlin (1767–1806), Benediktinermönch
- Karl Agricola (1779–1852), Maler und Kupferstecher
- Joseph Gersbach (1787–1830), Komponist und Musikpädagoge
- Joseph Fidel Wieland (1797–1852), Arzt und Politiker
- Fridolin Spenner (1798–1841), Professor der Botanik und Direktor des Botanischen Gartens in Freiburg
- Joseph Fridolin Wieland (1804–1872), Arzt und Politiker
- Hermann Leo (1839–1903), Priester und Autor
- Otto Bally (1839–1908), Fabrikant, Kommerzienrat und Heimatforscher
- Ludwig Vollmar (1842–1884), Genremaler
- Josef Jäger (1852–1927), Schweizer Politiker
- Karl Siegrist (1862–1944), Oberbürgermeister von Karlsruhe
- Josef Moser (1872–1963), Architekt
- Emil Gersbach (1885–1963), Heimatforscher
- Robert Spreng (1890–1969), Fotograf
- Rudolf Graber (1899–1958), Schweizer Schriftsteller
- Josef Wasmer (1902–1934), SA-Führer
- Hermann Stratz (1903–1936), Verlags- und Zeitungsleiter, Widerständler gegen die NS-Diktatur
- Oskar Hüssy (1903–1964), Jurist und Politiker (NSDAP)
- Hansjörg Oeschger (1908–1998), Forstmann und Aktivist in der katholischen Jugendbewegung während der NS-Zeit
- Fridolin Jehle (1908–1976), Historiker und Heimatforscher, Bürgermeister
- Elisabeth Schwander (1917–2001), Gründerin des Dorfhelferinnenwerks Sölden bei Freiburg
- Egon Gersbach (1921–2020), Prähistorischer Archäologe und langjähriger Ausgräber der Heuneburg
- Heinrich Mutter (1924–1999), Maler, Graphiker, Zeichner
- Klaus Ritter (1936–2017), Mathematiker und Hochschullehrer
- Norbert Nothhelfer (* 1937), Landrat und Politiker (CDU)
- Hartmut Zapp (1939–2021), Kanonist und Rechtshistoriker
- Hansjörg Schneble (* 1941), Neuropädiater, Epileptologe, Kinderbuchautor und Medizinhistoriker
- Gerd-Theo Umberg (* 1943), Theaterregisseur
- Meinhard Ade (* 1944), Verwaltungsjurist
- Karl Schmitt (* 1944), Politikwissenschaftler, Hochschullehrer
- Christian Peschke (1946–2017), Bildhauer und Maler
- Konrad Hilpert (* 1947), römisch-katholischer Theologe
- Wilhelm Gräb (1948–2023), protestantischer Theologe
- Angelika Steeb (1954–2024), Autorin
- Elisabeth Gräb-Schmidt (* 1956), Professorin an der Eberhard Karls Universität Tübingen
- Peter Prügel (* 1958), Diplomat
- Markus Daum (* 1959), Bildhauer und Grafiker
- Thomas Körner (* 1960), Comiczeichner
- Nana Krüger (* 1962), Schauspielerin
- Salvatore Caronna (* 1964), Mitglied des Europäischen Parlaments a. D.
- Jorge García del Valle Méndez (* 1966), Komponist
- Axel Neumann (* 1966), Schauspieler
- Christian Gutfleisch (* 1968), Jazzmusiker
- Baki Davrak (* 1971), Schauspieler
- Matthias Reményi (* 1971), Fundamentaltheologe
- Sabine Spitz (* 1971), Profi-Radrennfahrerin
- Franziskus Knoll (* 1971), Theologe
- Arnold Kasar (* 1972), Pianist, Tontechniker und Musikproduzent
- Thorsten Frei (* 1973), stellvertretender Vorsitzender der CDU/CSU-Fraktion im Deutschen Bundestag, Oberbürgermeister a. D. von Donaueschingen
- Mikael Vogel (* 1975), Lyriker, Schriftsteller und Übersetzer
- Matthias Huber (* 1977), Ju-Jutsu-Weltmeister und Worldgames-Sieger
- Thomas Ays (* 1977), freier Autor
- Julia Gebrande (* 1978), Sozialpädagogin
- Jochen Frank Schmidt (* 1979), Komponist, Librettist, Regisseur und Theaterintendant
- Stefanie Böhler (* 1981), Skilangläuferin
- Menzel Mutzke (* 1984), Jazzmusiker
- Kai Saaler (* 1986), Mountainbiker
- Valentin Moritz (* 1987), Autor
- Sandhya Hasswani (* 1987), Schriftstellerin
- Oliver Morath (* 1991), Volleyballspieler
- Turan Cihan Şimşek (* 1992), Schauspieler
- Marc Pelosi (* 1994), US-amerikanischer Fußballspieler
- Fabian Kaskel (* 2003), Biathlet
- Luca Marino (* 2005), Fußballspieler

### Weitere Persönlichkeiten Säckingens

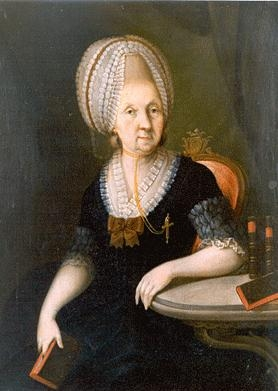
Marianna Franziska von Hornstein, letzte Fürstäbtissin von Säckingen

- Marianna Franziska von Hornstein (1723–1809), letzte Fürstäbtissin des Damenstifts Säckingen
- Raphael von Weinzierl (1782 – 1864), Verwaltungsbeamter
- Joseph Victor von Scheffel (1826–1886), Schriftsteller und Dichter, Verfasser des Trompeter von Säckingen
- Ursula von Mangoldt (1904–1987), Schriftstellerin, Übersetzerin und Verlegerin.
- Rudolf Eberle (1926–1984), Volkswirt und Politiker (CDU), ehemaliger Wirtschaftsminister des Landes Baden-Württemberg
- Wolfgang Burger (1952–2024), Krimiautor
- Hidir Gürakar (* 1953), Sozialberater, Übersetzer und Politiker (SPD), ehemaliges Mitglied des Landtags von Baden-Württemberg
- Hennadiy Vorobyov, Sportpädagoge und Kanusportler, lebt seit 2011 in Obersäckingen[28]
- Miriam Davoudvandi (* 1992), Musikjournalistin, wuchs in Bad Säckingen auf